# II. Paréhotep
Paréhotep (vagy Rahotep; „[a] Ré elégedett”) ókori egyiptomi vezír, valamint Ptah és Ré főpapja volt a XIX. dinasztia idején, II. Ramszesz uralkodásának második felében.
Apja Ptah főpapja, Pahemneter, anyja Hunero. Bátyja, Didia szintén Ptah főpapja volt. Egy ma a British Museumban található ülőszobor (BM712) ábrázolja a vezírt, ezen említik több családtagját is: felesége, Hunero Herisef háremének elöljárója volt, fia, Meri az Élet Házának vezetőhelyettese, anyósa neve Buia, más néven Hatneszu. Felesége Anhur főpapja, Minmosze lánya volt.

## Élete
Paréhotep apját, Pahemnetert II. Ramszesz huszadik uralkodási éve körül (kb. i. e. 1259-ben) nevezték ki Ptah főpapjává. Paréhotep ekkor még fiatal lehetett. Úgy tűnik, tizenöt év után, a 35. uralkodási évben Pahemneter vagy meghalt, vagy lemondott a főpapi pozícióról, és helyére Paréhotep bátyja, Didia lépett. A 45. uralkodási év körül már ő sem főpap többé, de helyére nem Paréhotep kerül, hanem az uralkodó fia, Haemuaszet. Paréhotep körülbelül öt évvel később lett az északi országrész vezírje; a déli országrészen ekkor Noferronpet töltötte be ezt a hivatalt.
Az 55. uralkodási évben Haemuaszet herceg meghalt, ekkor Paréhotepet kinevezték Ptah memphiszi főpapjává. Emellett megkapta Ré héliopoliszi főpapjának címét is, amelyet korábban csaknem húsz éven át Ramszesz egy másik fia, Meriatum birtokolt; a herceg valószínűleg ekkor halt meg. Paréhotep II. Ramszesz uralkodásának végéig töltötte be hivatalait, ami azt jelenti, legalább tizenhét évig szolgált vezírként és legalább tizenkét évig főpapként.
Paréhotep néven egy másik vezír is ismert ebből a korszakból, akit megkülönböztetésük érdekében I. Paréhotepként említenek. Nincs azonban teljes egyetértés a tudósok körében azt illetően, valóban két külön személyről van-e szó. Mikor Flinders Petrie feltárta II. Paréhotep sírját Szedmentben, a sírkamrában két szarkofágot talált, és úgy vélte, a két különböző Paréhotep szarkofágjai; egyikük Paréhotepnek, a másik Rahotepnek írta a nevét. A második, rossz állapotban megmaradt szarkofágról azonban bebizonyosodott, hogy a vezír feleségéé, Huneróé. Wolfgang Helck szerint két különböző vezírről van szó, akiknek neve írásmódja kissé eltér, Jaroslav Černý azonban Helck könyvéről írt kritikájában felhívja a figyelmet egy Dejr el-Medina-i írnokra, akinek ugyanez volt a neve, és mindkét formában előfordul; ebből azt a következtetést vonta le, hogy egy vezír élt ezen a néven, és neve mindkét változata előfordult feliratain. De Meulenaere az alapján tartja őket két külön személynek, hogy öt kanópuszedény maradt fenn Paréhotep vezír nevével, és egy egyiptomi temetkezéshez négy kellett belőlük. Lehetséges azonban, hogy az ötödik egy kenotáfiumhoz készült. A két vezír azonossága mellett érvelők bizonyítéknak tartják, hogy csak egy sír ismert, amely Paréhotep vezír számára készült, és elég kevés forrás említi (körülbelül 45 tárgyon szerepel a neve), ami valószínűbbé teszi, hogy csak egy személyről van szó.

## Említései
- Sírja Szedmentben, benne a vezír és felesége közös szobra, egy szarkofág, egy sztélé, (Cairo JdE 47001), egy áldozati asztal, (Philadelphia Inv. 15413), egy oszlop, két töredékes kanópuszedény és számos ábrázolás a sírban.
- Sztélé Kantírból
- Nagy gránitsztélé, ma a kairói Egyiptomi Múzeumban (JdE 48845)
- Térdelő naofór szobor Szakkarából
- Sztélé Memphiszből, ma a British Museumban (BM 183)
- Sztélé Abüdoszból
- Guggoló szobor Abüdoszból
- Áldozati edény Anhur főpapja, Minmosze nevével, Abüdoszból
- Számos szobor, melyről nem tudni, hol találták.[1]

## Fordítás
- Ez a szócikk részben vagy egészben  a   Prehotep II című angol Wikipédia-szócikk ezen változatának fordításán alapul.  Az eredeti cikk szerkesztőit annak laptörténete sorolja fel. Ez a jelzés csupán a megfogalmazás eredetét és a szerzői jogokat jelzi, nem szolgál a cikkben szereplő információk forrásmegjelöléseként.